# Dirk (supermarché)
Pour les articles homonymes, voir Dirk (homonymie).
Dirk (en forme longue : « Dirk van den Broek ») est une chaîne de supermarchés néerlandaise appartenant au groupe Detailresult, ce groupe comprend également les supermarchés Digros et Bas, la chaîne de drogueries Dirx, les magasins d'alcool Dirck III, les boutiques de vacances D-reizen (« D-voyages ») et les restaurants D-Break.
La chaîne se concentre principalement sur les prix bas des produits mais moins sur un service complet. Dirk est membre de l'organisation coopérative d'achats Superunie.

## Histoire

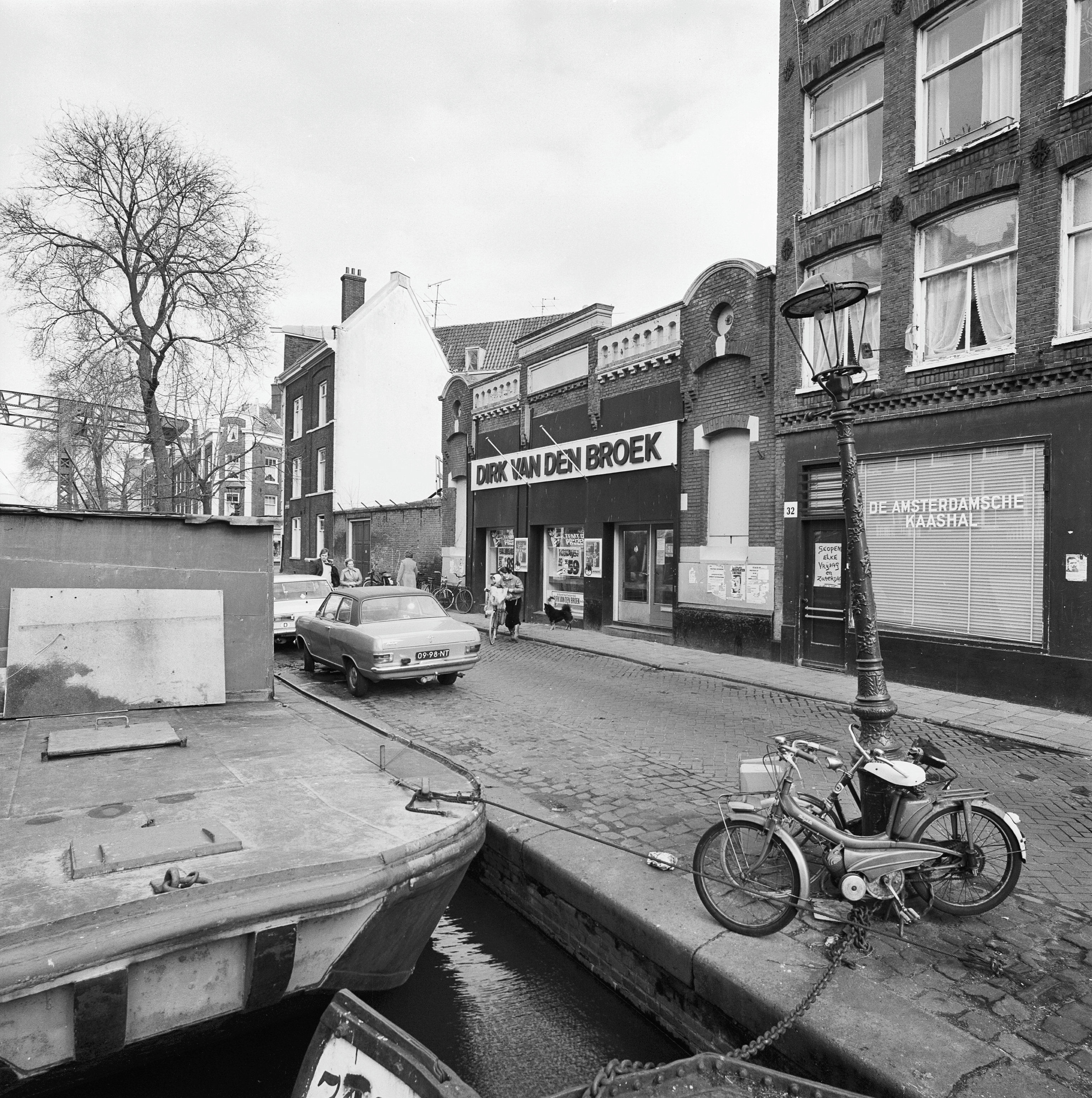
En 1976, Lijnbaansgracht 31-32 à Amsterdam, supermarché à l'enseigne Dirk van den Broek, aménagé dans les locaux d'un ancien cinéma (le Nassaubioscoop).

Le fondateur des supermarchés est Dirk van den Broek, qui ouvrit le premier supermarché sous son nom complet (« Dirk van den Broek ») en 1942. En 1948, il ouvre le premier magasin en libre-service sur la place Mercator à Amsterdam.
En janvier 2014, le groupe Detailresult, la société mère de Digros, Dirk van den Broek et Bas van der Heijden annonce que les trois chaînes fusionnent la même année sous l'enseigne unique Dirk ; sont totalisés dès lors environ cent supermarchés à ce nom.